# Salina Raurica

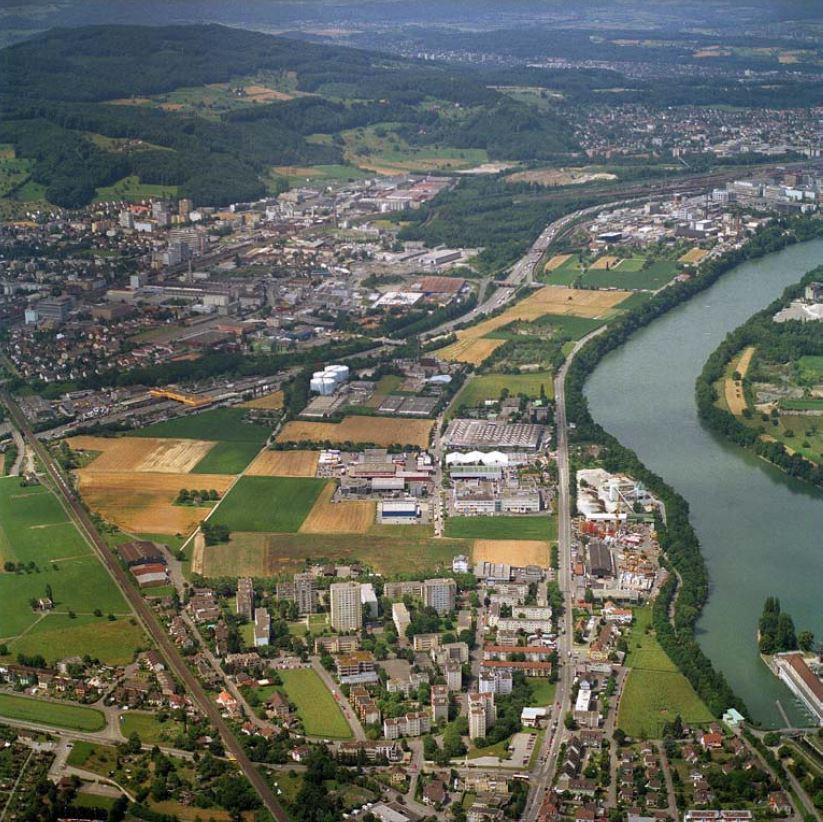
Salina Raurica, Augst Richtung West

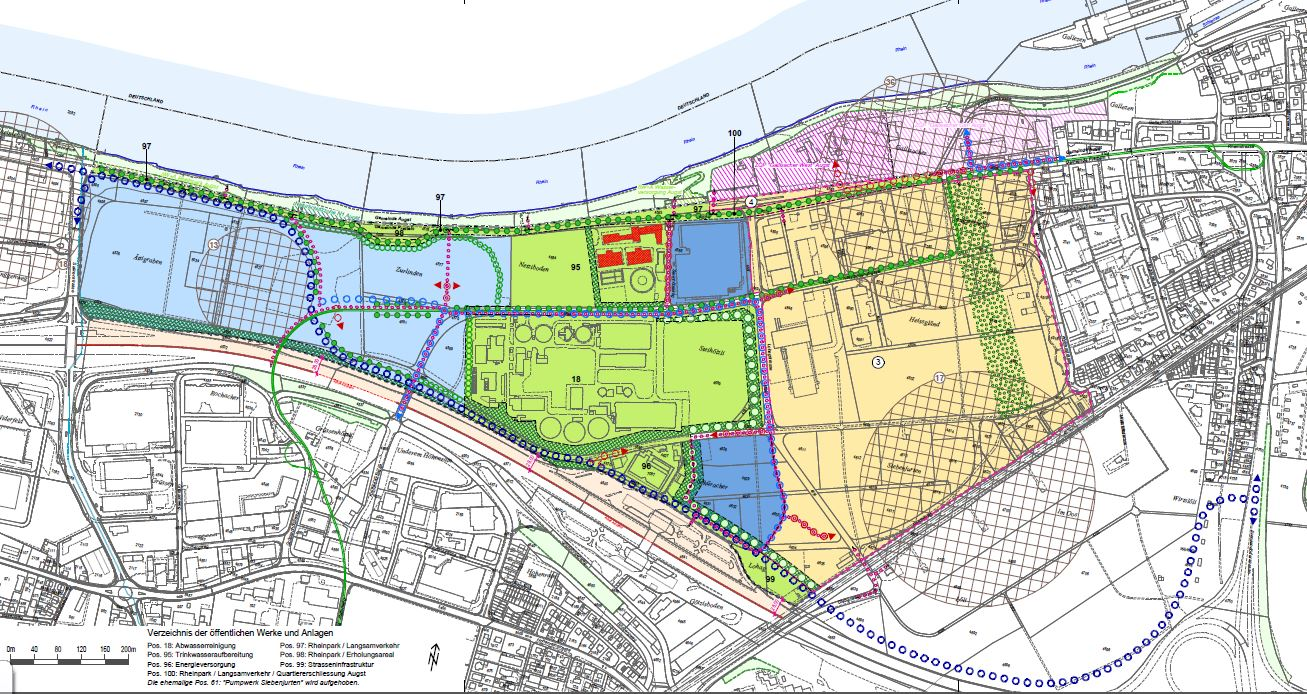
Zonenplan Salina Raurica

Salina Raurica ist die Bezeichnung für das in der Rheinebene gelegene Gebiet zwischen dem Industriegebiet Schweizerhalle und den Schweizer Gemeinden Pratteln, Augst (Kanton Baselland) und Kaiseraugst (Kanton Aargau). Salina Raurica ist das grösste zusammenhängende Arbeitsgebiet des Kantons Baselland.

## Lage
Das Gebiet Salina Raurica umfasst insgesamt ca. 60 ha Bauland und liegt im Kanton Baselland in der Rheinebene zwischen dem Industriegebiet Schweizerhalle im Westen und der Römerstadt Augusta Raurica im Osten. Im Norden wird das Gebiet durch den Rhein begrenzt, im Süden trennen die Nationalstrasse A3 und die Bahntrassee das Gebiet von den Gemeindekernen.

## Geschichte
Seit 1837 wird in Salina Raurica, der schweizweit ersten Rheinsaline, Salz gewonnen. Deshalb entstand hier aufgrund des hohen industriellen Bedarfs an Natriumchlorid der Cluster rund um die Herstellung chemischer und pharmazeutischer Produkte. Die exzellente Verkehrslage für alle Verkehrsträger (Luft, Wasser, Strasse, Schiene) und die Nähe zu etablierten Standorten der Chemie- und Pharmaindustrie (Kaiseraugst, Schweizerhalle, Auhafen und Basel-Stadt) führte dazu, dass das Gebiet in den kantonalen Richtplan als Arbeitsgebiet von kantonaler Bedeutung aufgenommen wurde. Um die Flächen in der Salina Raurica einerseits nutzbar zu machen und dabei andererseits die Interessen aller Stakeholder, darunter Bewohner, Investoren, Grundeigentümer, und Naturschutz ausgewogen zu berücksichtigen, wird das Areal in einem mehrstufigen Planungsprozess unter Federführung des Amtes für Raumplanung Basel-Landschaft entwickelt.
1998 hatte der Landrat des Kantons Baselland die Rheinebene zwischen Pratteln und Augst als Arbeitsgebiet von kantonaler Bedeutung bezeichnet und die Regierung beauftragt, Konflikte zwischen gewerblicher Nutzung und Amphibienschutz zu bereinigen (die geschützte Kreuzkröte hatte sich in einer stillgelegten Kiesgrube angesiedelt), Probleme mit Strassen- und Bahnlärm zu lösen und geeignete Zonen und Erschliessungen zu planen. Deshalb wurde in der Folge der Spezialrichtplan Salina Raurica erarbeitet und im Jahr 2009 durch den Landrat mit folgenden Zielen verabschiedet:
- Salina Raurica wird zu einem Wirtschaftsstandort entwickelt.
- Die Teilbereiche werden groben Nutzungskategorien zugeordnet (gewerbliche, industrielle Nutzungen westlich der Abwasserreinigungsanlage (ARA), gemischte Wohn- und Geschäftsgebiete um den Bahnhof Salina Raurica und den Längi-Park sowie Wohnlagen am Rhein).
- Die bestehende Kantonsstrasse wird dazu verlegt sowie das Trassee für den Tramkorridor gesichert.

Auf Basis des Spezialrichtplans verabschiedeten die Gemeinden bis Ende 2016 ihre neuen Nutzungspläne gemäss den Grundlagen der schweizerischen Raumplanung.
Im Januar 2009 genehmigten Landrat und Bundesrat den Spezialrichtplan Salina Raurica samt dazugehöriger Finanzvorlage. 2012 wurde mit der Ansiedlung des neuen Coop-Produktionsbetriebs LoBOS östlich der Salinenstrasse begonnen. 2013 baute die EBL (Genossenschaft Elektra Baselland) eine Transformationsanlage östlich der Coop-Produktion. 2014 folgte der Baubeginn eines Blockheizkraftwerks durch die EBL, Unterzeichnung, Absichtserklärung zwischen dem Kanton und Losinger Marazzi AG, betreffend die Entwicklung im Bereich Ost. 2017 wurde die Bushaltestelle Pratteln Zurlinden in Betrieb genommen.